# Latarnia morska Ponta dos Capelinhos
Latarnia morska Ponta dos Capelinhos (port. Farol da Ponta dos Capelinhos) – latarnia morska w Portugalii, położona jest na zachodnim skraju wyspy Faial, w archipelagu Azory, w miejscowości Capelo, nad Atlantykiem.

## Historia
Zbudowana została w 1894 roku. W 1901 roku, przybył ówczesny król Portugalii Karol I Dyplomata wraz z królową Amelią Orleańską. Oficjalnie latarnię morską uruchomiono w 1903 roku, bazowała na lampie naftowej wraz z czterema wentylatorami, z optyką unoszącą się w płynie rtęciowym. We wrześniu 1957 roku nastąpiła erupcja pobliskiego wulkanu Capelinhos, w związku z czym latarnia została dezaktywowana. Przestała działać 29 listopada 1957 r. Latarnię naprawiono i zainstalowano nowe grupy elektryczne, które dostarczały energię do latarni. w 2008 roku w budynku przylegającej do latarni morskiej powstało Centrum Interpretacji Wulkanu Capelinhos. Obszar erupcji jest klasyfikowany jako obszar chroniony o wysokim znaczeniu geologicznym i biologicznym i jest częścią sieci Natura 2000.

## Charakterystyka
Jest to ośmioboczna, kamienna wieża o wysokości 20 m. Błyska białym światłem, które jest usytuowane na 70 m n.p.m., a zasięg światła wynosi 500 Mm.